# Jazīrat Mukawwa‘
Jazīrat Mukawwa‘ är en ö i Egypten.   Den ligger i guvernementet Al-Bahr al-Ahmar, i den sydöstra delen av landet, 800 km sydost om huvudstaden Kairo. Arean är 0,86 kvadratkilometer.
Terrängen på Jazīrat Mukawwa‘ är mycket platt. Öns högsta punkt är 31 meter över havet. Den sträcker sig 2,4 kilometer i nord-sydlig riktning, och 1,1 kilometer i öst-västlig riktning.